# Березуцкий, Сергей Анатольевич
Сергей Анатольевич Березуцкий (род. 1985) — российский повар и ресторатор, бывший шеф-повар ресторана «Twins Garden» в Москве, обладатель двух звёзд Мишлен, чемпион S.Pellegrino Cooking Cup (2014). В 2019 году «Twins Garden» занял 19 строчку международного рейтинга «The World’s Best Restaurants», поднявшись на 53 пункта по сравнению с предыдущим годом, с 2018 года «Twins Garden» — лучший ресторан Москвы (2018—2021), в 2020 и 2022 году — лучший ресторан России в номинации национальной ресторанной премии WHERETOEAT. Брат-близнец ресторатора Ивана Березуцкого.

## Биография

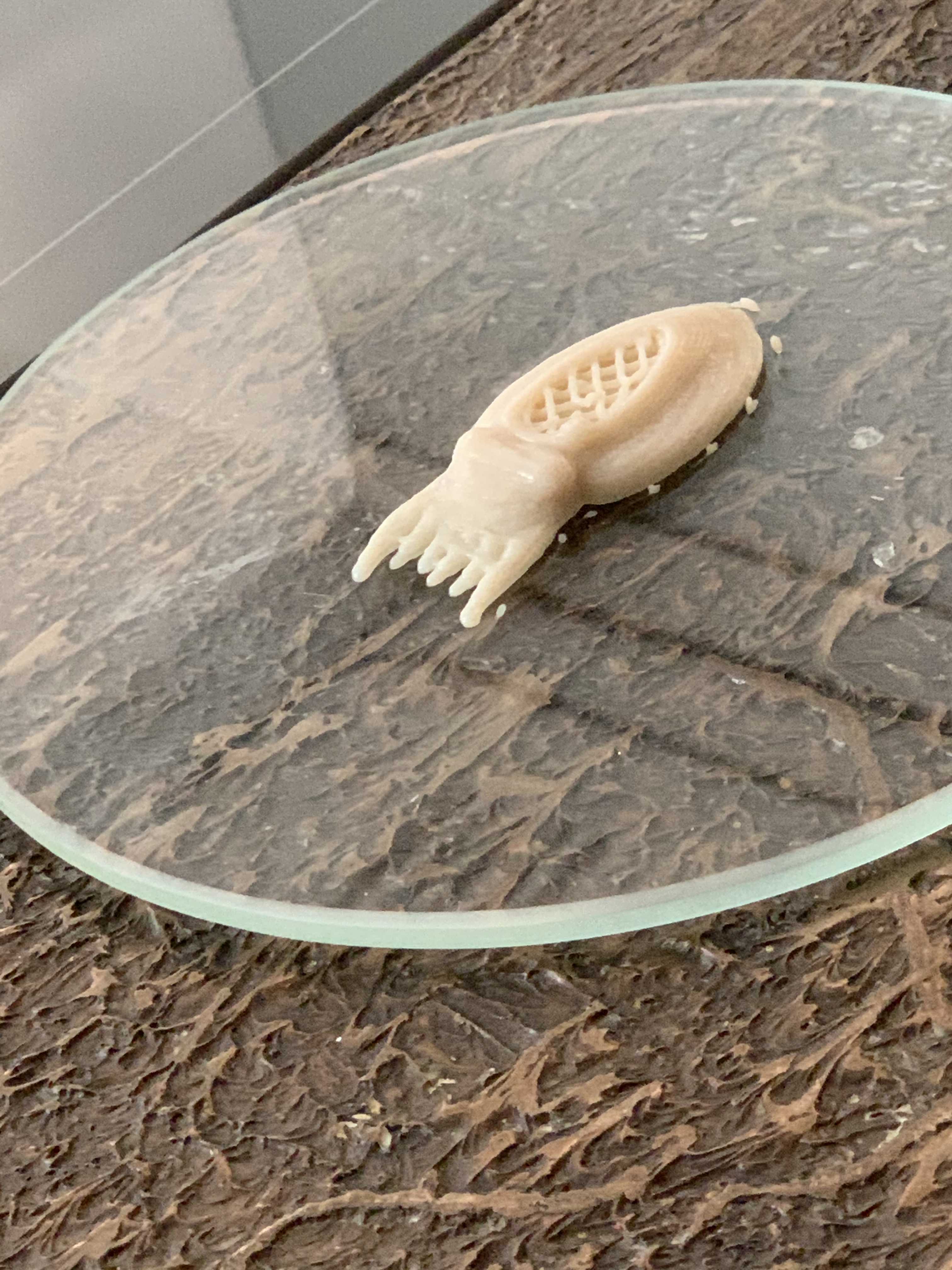
Заготовка кальмара из биопринтера

После 9 класса пошёл в ПТУ учиться на повара. С отличием окончив училище, начал работать в местном ресторане, затем принял предложение от паба «Ливерпуль» в Санкт-Петербурге. Совмещал работу с заочным обучением в ростовском филиале МГУТУ по специальности «Технология продукции и организация общественного питания».
Переехав в Москву, Сергей работал в ресторане «Варвары» с Анатолием Коммом, в ресторане «Doce Uvas» с Андрианом Кетгласом, а в 2010 году возглавил кухню «Grand Cru».
В 2011 году Сергей проходил стажировку в чикагском ресторане Alinea (входит в топ-50 лучших ресторанов мира). В 2013 — возглавил кухню московского ресторана «Как есть». В 2014 году после победы в национальном конкурсе молодых шеф-поваров «Серебряный треугольник» представлял Россию на международном соревновании «S.Pellegrino Cooking Cup» и одержал победу, став первым поваром из России, достигшим такого результата. В подготовке к конкурсу Сергею помогал его брат-близнец Иван.
В том же году вместе со своим братом-близнецом Иваном открыл в Москве ресторан «Twins», который в 2016 году вошёл в список 100 лучших ресторанов мира по версии «The World’s 50 Best Restaurants», заняв 75 место, а в следующем году опустился на 92 позицию. В ноябре 2017 года ресторан Twins переехал с Малой Бронной на Страстной бульвар, его концепция была доработана, а название проекта изменено на «Twins Garden». В 2016 году Сергей и Иван Березуцкие открыли ресторан «Wine & Crab» в Москве, который покинули в мае 2020 года.

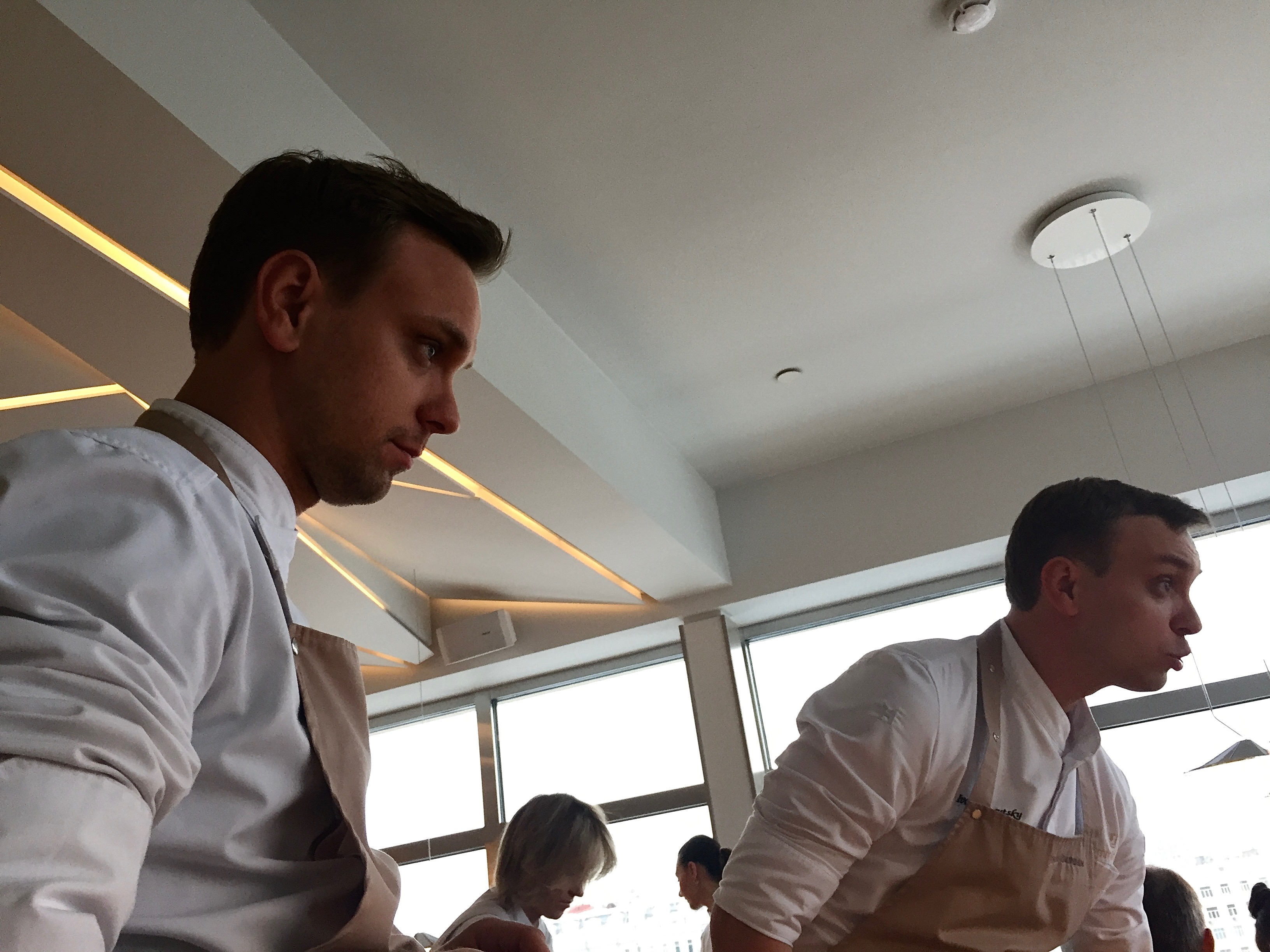
Братья Березуцкие (Сергей — слева, Иван — справа)

С 2017 года под руководством Ивана и Сергея Березуцких реализуется проект «Twins Farm», сначала в Калужской, а сейчас - в Ярославской области. Там для своих ресторанов они производят рыбу, овощи, травы, молоко и молочные продукты. В книге «The Garden Chef», выпущенной издательством «Phaidon» в 2019 году, собраны фотографии садов, огородов и теплиц 40 ведущих рестораторов мира и рецепты вдохновленных ими блюд, в том числе и фото фермы братьев Березуцких. С 2018 года братья проводят на ферме гастрономический фестиваль, на который приглашают поваров, рестораторов и журналистов. Его главная идея — популяризация формата ресторана с собственной фермой.
В 2018 году журнал GQ признал Ивана и Сергея Березуцких лучшими шефами, в том же году «Twins Garden» (который к тому моменту работал всего полгода) попал на 72 место рейтинга «The World’s Best Restaurants», а в 2019 году поднялся сразу на 53 пункта по сравнению с предыдущим годом, заняв 19 строчку рейтинга.
В 2019 году Сергей и Иван Березуцкие выиграли тендер на создание в петербургском «Лахта-центре» ресторана, который должен был стать самым высоким панорамным рестораном в Европе.
В 2020 году братья продали свои доли в Twins Garden российскому бизнесмену Алексею Репику. 
В ноябре 2020 года Березуцкие организовали в Москве гастрономический фестиваль Twins Science.
В марте 2023 года стало известно, что Сергей Березуцкий вместе со своим братом ушёл из Twins Garden. 
Березуцкие внедрили в гастрономию несколько технологий, разработанных вместе с учёными и инженерами.

### Повышение вкусовой интенсивности
Для обработки овощей используется технология, которую Березуцкие называют «повышением вкусовой интенсивности продукта» посредством избавления от избыточной влаги. Например, помидоры дегидрируются в специальном аппарате при очень низкой температуре (лиофильная сушка: замораживание продукта, а затем сублимация в вакууме): влага улетучивается, а свежий вкус значительно усиливается.

### Биопринтинг в кулинарии
Березуцкие являются первыми шеф-поварами в России, использовавшими в изготовлении блюд технологии 3D-биопринтера: 
На то, чтобы напечатать одного кальмара, уходит 17 минут. Потом его обжаривают на сковороде, чтобы белок начал работать. И уже на тарелке перед гостем поливают маслом, настоянным на петрушке.

### Овощные вина
Березуцкие открыли новую тему в гастрономии. Тему овощных вин, которую братья разрабатывали полгода, отобрав из сорока видов овощей восемь в качестве виноматериала. Это было предпринято с целью максимально раскрыть потенциал овощей в формате новаторского овощного виноделия, с применением всех его технологий.

## Достижения
В 2021 году Сергей с братом заняли 62 место в рейтинге ста лучших шеф-поваров в мире 